# Pøleå
Pøle Å, Pøleå eller Pøle-Åen har sit udspring i Hillerød og har udløb i Arresø.

## Geografi
Pøle-Åen løber, omgivet af ferske enge med græssende kreatur, gennem det opdyrkede landbrugslandskab vest for Gribskov. 
Mod Arresøens østende løber Pøleå ud i et fladt marint forland og efterfølgende ud i Arresø. Området består af et sandet morænelandskab med mange smukke bakkede landskaber.
Åen udgør knapt halvdelen af det samlede afstrømningsopland til Arresø, og samtidig det største enkelte tilløb. Den afvander store landbrugs- og skovarealer samt større bysamfund som eksempelvis Hillerød og Helsinge. Dette indebærer blandt andet spildevandet fra disse byers rensningsanlæg. Vandet fra Pøleå har således, med begyndelse tilbage i 1920erne, udgjort en af de væsentligste årsager til forureningen af Arresø. Åen gennemstrømmer de etablerede engsøer Strødam (1996), Solbjerg Engsø (1993) samt Alsønderup Enge, som er anlagt med bl.a. det formål at reducere næringsstofbelastningen til Arresø.
Pøleå udgør et å-system med flere forgreninger:
- Stenfeltslillegrøften
- Gadevangsrenden
- St. Stendam – Karlssø
- Petersborggrøften
- Slotsmøllegrøften
- Bramaholmgrøften
- Selbækken

## Lystfiskeri
Åen har flere steder lystfiskeres interesse. Mindre interessant i denne sammenhæng er imidlertid Solbjerg Engsø, hvor der er fiskeriforbud. Ligeledes er de første forløb uden interesse, eftersom de er præget af bymiljøet og visse steder kan beskrives som en dels lukket, dels åben kloak. 
Der kan fiskes i Strødam Engsø og lige inden udløbet i Arresø.

## Natur

### Internationale beskyttelsesinteresser
Pøleå løber gennem EF-Habitatområde nr. 117 i Natura 2000-område nr. 133 Gribskov, Esrum Sø og Snævret Skov på vestsiden af Gribskov. 

Udpegningen er bl.a. foretaget på grund af forekomsten af bæklampret, stor vandsalamander samt naturligt dystrofe søer og vandhuller.

### Fauna
- bæver
- bæklampret
- vandsalamander
- vandnymfe
- isfugl

### Fiskearter
- sandart
- skalle
- brasen
- gedde
- aborre
- rimte